# 162.ª Divisão do Turquestão
A 162ª Divisão do Turquistão foi uma divisão militar formada pelo Exército Alemão durante a Segunda Guerra Mundial. Ele atraiu seus homens de prisioneiros de guerra que vieram do Cáucaso e das terras turcas mais a leste.

## História
A 162ª Divisão do Turquestão foi formada em maio de 1943 e compreendia cinco unidades de artilharia e infantaria azeris e seis do Turquestão. A unidade reteve muitos soldados alemães alistados, e também continha a Legião Ost georgiana e armênia, embora eles fossem coletivamente chamados de “turcos”. Os soldados foram treinados em Neuhammer.
A divisão foi enviada, em outubro de 1943, para o norte da Itália. A 162ª se tornou a maior divisão de toda a ost-legion. O batalhão de infantaria nº 450 também foi formado por turcos e azeris étnicos.
No início de 1944, a divisão foi designada para guardar a costa da Ligúria e em junho de 1944 para combater na Itália, mas foi retirada devido ao fraco desempenho. Para o restante da guerra, a divisão lutou contra o movimento de resistência italiano perto de Spezia e do Val di Taro na Itália. Após contratempos iniciais, a divisão se mostrou bastante eficaz.
O corpo principal da divisão se rendeu perto de Pádua em maio de 1945 aos aliados ocidentais e foi despachado para Taranto. De acordo com os acordos assinados pelos britânicos e americanos na Conferência de Ialta, os soldados foram repatriados para a União Soviética. De acordo com Nikolai Tolstoy, eles receberam uma sentença de vinte anos de trabalho corretivo.

## Comandantes
- Generalmajor Oskar von Niedermayer (13 de maio de 1943 - 21 de maio de 1944)
- Generalleutnant Ralph von Heygendorff (21 de maio de 1944 - 8 de maio de 1945)

## Organização
- 303º Regimento de Infantaria (Infanterie-Regiment 303)
- 314º Regimento de Infantaria (Infanterie-Regiment 314)
- 329º Regimento de Infantaria (Infanterie-Regiment 329) (somente em agosto de 1944)
- 162º Batalhão Divisional (Divisions-Bataillon 162)
- 236º Regimento de Artilharia (Artillerie-Regiment 236)
- 936º Batalhão Pioneiro (Pionier-Bataillon 936)
- 236º Batalhão Panzerjäger (Panzerjäger-Abteilung 236)
- 236º Batalhão Aufklärungs (Aufklärungs-Abteilung 236)
- 236º Batalhão de Sinais (Infanterie-Divisions-Nachrichten-Abteilung 236)
- 936º Serviços de Fornecimento (Nachschubtruppen 936)

## Crimes de guerra
A divisão foi implicada em vários crimes de guerra na Itália entre dezembro de 1943 e maio de 1945, dois deles, em janeiro de 1945 na Emília-Romanha, resultaram na execução de pelo menos 20 civis cada.